# Tats
Les Tats ou Tates sont un peuple ou un ensemble de peuples du Caucase vivant principalement en Russie (Daghestan) mais aussi en Azerbaïdjan. Leur langue est une des langues iraniennes et une variété de langue persane,,,.

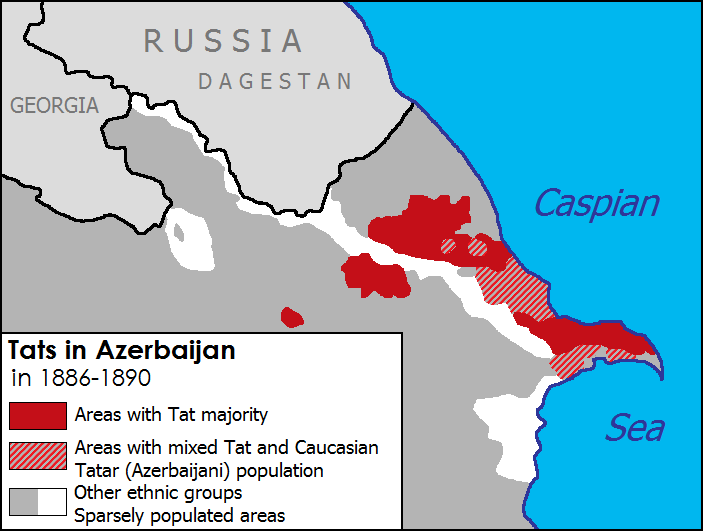
Tats en Azerbaïdjan en 1890

## Culture
La  langue tat est une des langues iraniennes et une variété de la langue persane.

## Religion
La majorité des Tats sont des musulmans chiites. La minorité chrétienne est intégrée à l'Église apostolique arménienne. Les Juifs des montagnes (la minorité juive) sont parfois considérés comme un peuple particulier.

## Histoire

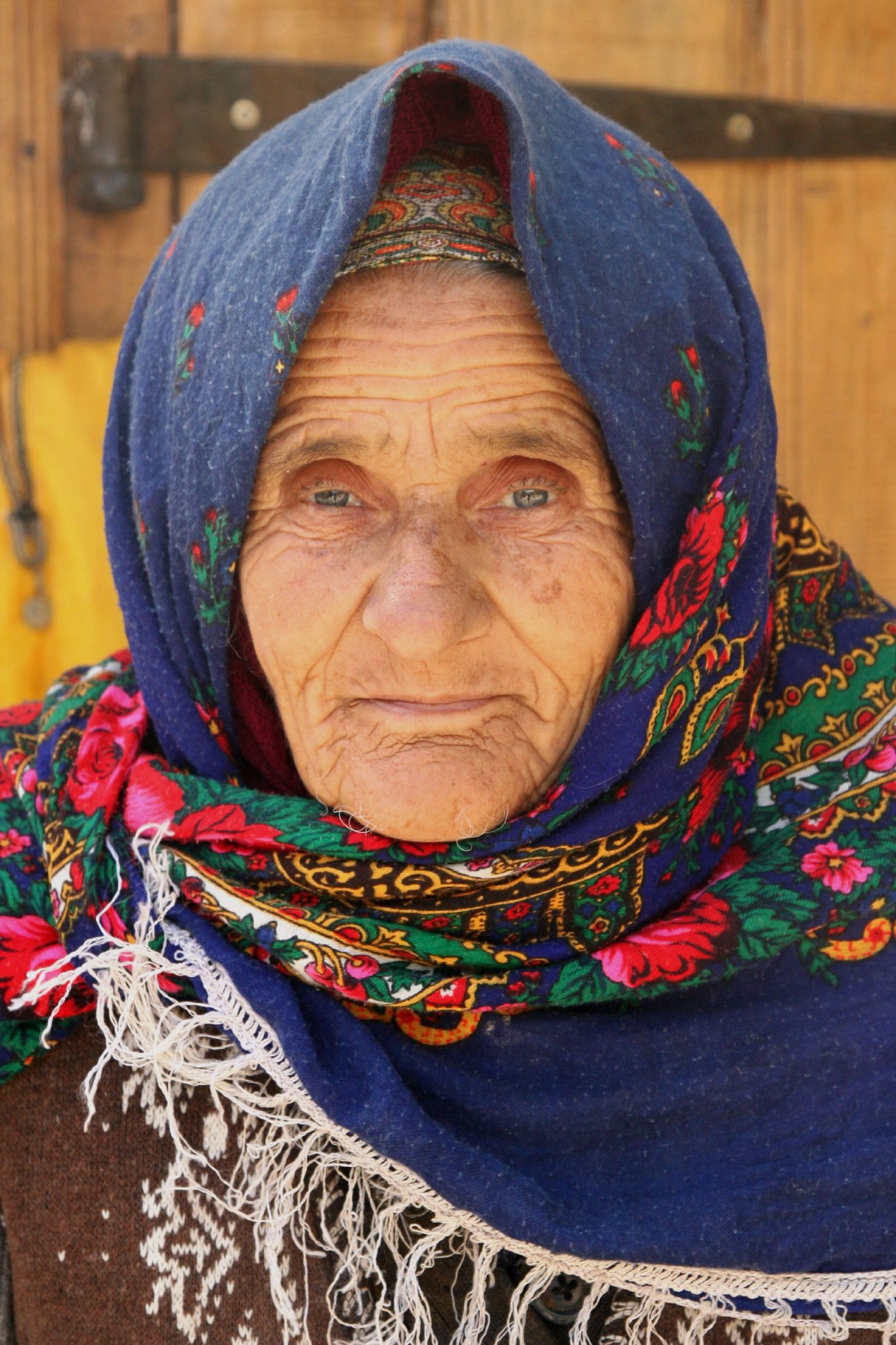
Une vieille femme de Lahic

À la fin du XVIIIe siècle, la Russie commença activement à contester l'hégémonie iranienne dans le Caucase. Après les guerres russo-persanes de 1804-1813 et 1826-1828, des données sur les Tats ont été recueillies par les autorités tsaristes. La ville de Bakou fut occupée au début du 19e siècle pendant la guerre russo-persane (1804-1813). Toute la population de la ville (environ 8 000 personnes) était constituée de Tats.
Selon le Golestan-e-Eram du XIXe siècle, écrit par Abbasqulu Bakikhanov, le tati était répandu dans de nombreuses régions de Shamakhi, Bakou, Darband et Guba.
Selon le calendrier du Caucase de 1894, il y avait 124 693 Tats dans le Caucase du Sud, mais en raison de la propagation progressive du turc azéri, le tati était de moins en moins utilisé. Pendant la période soviétique, après l'introduction du terme officiel azerbaïdjanais à la fin des années 1930, la conscience de soi de l'ethnie tate a considérablement changé et beaucoup ont commencé à se présenter comme azerbaïdjanais. Alors qu'en 1926, environ 28 443 personnes se reconnaissaient comme Tats, en 1989, seulement 10 239 personnes se sont reconnues comme telles.
En 2005, des chercheurs américains ont mené des enquêtes dans plusieurs villages des districts de Guba, Devechi, Khizi, Siyazan, Ismailli et Shemakha de la République d'Azerbaïdjan, dénombrant 15 553 Tats dans ces villages.

### Sort des Tats durant la Seconde Guerre mondiale
Selon l'essayiste suisse Eric Hoesli, à l'époque de la Seconde Guerre mondiale, les Tats font surgir une brève polémique entre les théories libératrices  de Theodor Oberländer et celles des forces armées allemandes agissant sur place dans le Caucase. À Berlin, l'application des résolutions de la conférence de Wannsee (janvier 1942) a expressément mis sur la liste des populations juives à exterminer les Juifs des montagnes ou Bergjüden qui suivent le rite israélite. Sur place, dans le Caucase, le Sturmbannführer Pertsterer prie Oberländer de mettre une compagnie à sa disposition au moins pour exécuter les quelque deux mille Tates de la région où il veut mener ses actions. Théodor Oberländer tente de dissuader Persterer de réaliser son projet. Pour Oberländer, ces populations de Tates ne sont pas juives du fait qu'elles sont polygames et qu'ils n'ont jamais été persécutés par une législation antisémite des tsars russes. En décembre 1942, Persterer fait une rapide visite des vilages Tates et décide à son retour de les désigner dans ses listes de service non plus par la mention Juifs des montagnes  mais par celle de Tribu des Tates. Le peuple des Tats échappe ainsi à la disparition totale.